# Psittalia
Psittalia, in greco Ψυττάλεια?, è una piccola isola disabitata della Grecia, parte dell'arcipelago delle isole Saroniche. Amministrativamente fa parte della municipalità del Pireo. L'isola ospita il più grande impianto di trattamento delle acque reflue d'Europa, che serve la città di Atene.